# Своя колея (премия)
«Своя колея» — ежегодная премия, вручаемая людям, которые не изменяют своим убеждениям, кому сегодня, возможно, захотел бы посвятить песню В. Высоцкий, людям, чья жизнь и творчество созвучны темам его поэзии.

## О премии
Премия «Своя Колея» была учреждена в 1997 году Благотворительным фондом Владимира Высоцкого, Министерством культуры РФ и Комитетом по культуре правительства Москвы. Премия вручается ежегодно (за прошедший год) в канун дня рождения Владимира Высоцкого — 25 января. Идея премии принадлежит сыну поэта Никите.
«Это не премия за достижение в области литературы и искусства, — отмечает Людмила Абрамова (бывшая жена Высоцкого). — Главным критерием для нас в определении лауреатов были люди, способные твердо следовать в жизни своей колее, несмотря ни на какие препятствия и повороты судьбы».
Важная часть награждения — концерт различных исполнителей с каверами песен Высоцкого, транслируемый по ТВ (ведущими долгое время были В. Золотухин с И. Линдт, позже — Д. Харатьян и Е. Гусева).

## Лауреаты
Лауреатам вручается почётный знак, номерная золотая медаль, на одной стороне которого высечен профиль Высоцкого, нарисованный им самим, с его автографом.
В церемонии награждения обычно принимают участие лауреаты премии предыдущих лет. В 2021 году церемония не проводилась.

### 1997
- Крупенников, Владимир Александрович — альпинист, инвалид-колясочник, совершивший восхождение на Эльбрус — За бесстрашие и упорство при восхождении на Эльбрус в составе группы альпинистов инвалидов-колясочников
- Циблиев, Василий Васильевич — лётчик-космонавт, Герой Российской Федерации, командир экипажа станции «Мир» — За мужество, проявленное при устранении аварии на станции «Мир», за истинно офицерское поведение после возвращение экипажа с орбиты

### 1998
- Шойгу, Сергей Кужугетович — министр по делам гражданской обороны, чрезвычайным ситуациям и ликвидации последствий стихийных бедствий — За организацию одной из лучших спасательных служб мира
- Герман, Алексей Юрьевич — кинорежиссёр — За высокий профессионализм и верность своим этическим и нравственным принципам в работе над кинофильмом «Хрусталёв, машину!»
- Измайлов, Вячеслав Яковлевич — майор запаса — За проводимую в Чечне работу по поискам и опознанию погибших и освобождению заложников и пленных российских воинов

### 1999
- Крюков, Олег Васильевич — командир инженерно-сапёрного батальона — За мужество и героизм, проявленные при обезвреживании взрывного устройства в городе Буйнакске
- Норштейн, Юрий Борисович — аниматор, автор мультфильмов «Сказка сказок», «Ёжик в тумане» и др. — За творческую бескомпромиссность, за мужественное отношение к своему таланту
- Романцев, Олег Иванович — тренер сборной России по футболу — За самоотверженное служение российскому футболу, за работу со сборной и поднятие престижа российского футбола

### 2000
- Стругацкий, Борис Натанович — писатель-фантаст — За высочайшую творческую самоотдачу, за выдающийся вклад в мировую фантастику и кинематограф, за горячую преданность делу служения гуманитарным идеалам человечества
- Привалова, Ирина Анатольевна — бегунья, несмотря на прошлую травму выигравшая Олимпийские игры — За истинно творческий подход к решению спортивных задач, за непревзойденную красоту их воплощения
- Дикуль, Валентин Иванович — народный артист Российской Федерации — За подвижничество, самоотверженное и бескорыстное служение людям, за всепобеждающую любовь к жизни

### 2001
- Волчек, Галина Борисовна — главный режиссёр театра «Современник» — За стойкость, за верность идеалам юности, за преданное служение театральному искусству
- Аксёненко, Николай Емельянович — министр путей сообщения Российской Федерации — За выбор правильного пути, за огромную созидательную энергию, за настойчивость и несгибаемую волю в достижении цели
- Пугачёв, Виктор Георгиевич — лётчик-испытатель — За веру в безграничные возможности человека, за непревзойденное лётное мастерство, за преодоление сверхперегрузок.

### 2002
- Рошаль, Леонид Михайлович — профессор, доктор медицинских наук, председатель Международного комитета помощи детям при катастрофах и войнах Всемирной ассоциации неотложной помощи медицины катастроф — За подвижничество, самоотверженное и бескорыстное служение делу спасения человеческий жизней, за личное мужество и выдержку
- Конюхов, Фёдор Филиппович — спортсмен, художник, журналист — За отвагу и дерзость, за неутолимую жажду познания неизвестного, за расширение пределов физических и духовных возможностей человека, за неукротимый дух путешественника, художника и исследователя нашей планеты
- Жванецкий, Михаил Михайлович — член Союзов писателей России и Украины — За высокое мастерство и артистизм, за добрый и щедрый юмор, за независимость и твердость гражданской позиции, за истинный патриотизм

### 2003
- Бехтерева, Наталья Петровна — учёный-физиолог, академик — За династическую верность традициям великих предшественников, за основание школы российской нейрофизиологии XXI века, за устремленность в будущее
- Гребенщиков, Борис Борисович — музыкант — За органичное единство в творчестве, безукоризненный поэтический вкус, чувство юмора, благородство мысли и мелодическое разнообразие, за расширение привычных рамок
- Мальцев, Александр Николаевич — хоккеист, победитель чемпионатов мира и Европы, Олимпийских игр — За яркую, зрелищную, самобытную игру, за служение спорту, за уникальный личный вклад в историю отечественного хоккея[3]

### 2004
- Венедиктов, Алексей Алексеевич — главный редактор радиостанции «Эхо Москвы» — За мужество оставаться самим собой при любых обстоятельствах, за умение искать, находить и говорить правду, чего бы это ни стоило
- Аболемов, Сергей Иванович — начальник метеостанции на острове Визе — За личное мужество и подвижничество, за верность раз и навсегда выбранному пути
- Якубов, Семён Семёнович — основатель и руководитель команды «КАМАЗ-мастер», пятикратный победитель Ралли Дакар в качестве штурмана в экипаже Владимира Чагина — За целеустремленность и волю к победе, за умение держать высочайшую планку и принимать нестандартные решения.

### 2005
- Караченцов, Николай Петрович — народный артист РСФСР — За веру, надежду и любовь, которую он дарит всем нам (и ближним и дальним) своим искусством, своей жизнью
- Болонин, Геннадий Васильевич — заместитель главного инженера ЦКБ «Лазурит» — За личное мужество и выдержку в экстремальных условиях, за веру в могущество научного знания и техники, за оптимизм и находчивость в борьбе за жизнь и здоровье товарищей
- Крылов, Владимир Викторович — главный нейрохирург департамента здравоохранения правительства Москвы, член-корреспондент РАМН, доктор медицинских наук, профессор — За бесстрашие и решительность у операционного стола, за уникальный опыт и знания, которыми он щедро делится с учениками, за повседневную борьбу со смертью

### 2006
- Квочур, Анатолий Николаевич — заслуженный лётчик-испытатель, Герой Российской Федерации — За любовь и верность отечественной авиации, за исключительное искусство пилотирования, за смелость и упорство, за широту научной эрудиции в совершенствовании новейшей авиатехники.
- Мамонов, Пётр Николаевич — музыкант и актёр — За идеальное сочетание разума и сердечности с актерским мастерством, за безошибочный художественный вкус, за вклад в возрождение православной культуры России
- Загибов, Хусайн Хасуевич — директор музея Льва Толстого в станице Старогладковской Шелковского района Чечни — За беспримерное подвижническое служение российской культуре, за бесценный вклад в дело дружбы между народами в годы страшных испытаний на Чеченской земле[4]

### 2007
- Ахкубеков, Адельби Жаммеевич — спасатель 1-го класса Эльбрусского поисково-спасательного отряда МЧС России — За мужество и профессионализм, за готовность всегда прийти на помощь терпящим бедствие в горах, за мгновенный выбор оптимального решения в опасные моменты спасательных операций, за скромность, отвагу, и беззаветную любовь к родным горам
- Давидович, Борис Михайлович — заслуженный учитель Российской Федерации, математик — За создание уникальной творческой методики обучения высокоодаренных детей, за умение ставить перед детьми сложные математические задачи, за умение решать сложные психологические задачи, которые ставит перед ним высокая одаренность его учеников, за бескорыстие и неутомимость в борьбе за будущее Российской науки
- Шахназаров, Карен Георгиевич — генеральный директор, председатель правления киноконцерна «Мосфильм» — За исключительное упорство и организаторский талант, за умение сочетать творчество и администрирование, за возрождение киностудии «Мосфильм»

### 2008
- Овсянников, Никита Гордеевич — заместитель директора заповедника «Остров Врангеля», старший научный сотрудник Института проблем экологии и эволюции — За личное мужество в деле сохранения природы Арктики.
- Полунин, Вячеслав Иванович — клоун и актёр — За талант делать мечту реальностью, за свет и добро, за нежность, искренность и страстность его искусства
- Винер, Ирина Александровна — заслуженный тренер Российской Федерации и Узбекистана (художественная гимнастика), заслуженный работник физической культуры Российской Федерации, доктор педагогических наук, профессор — За утверждение идеалов красоты, силы и здоровья в спорте.

### 2009
- Быков, Вячеслав Аркадьевич — главный тренер сборной России по хоккею — За успешную работу со сборной России
- Миллионщикова, Вера Васильевна — главный врач 1-го Московского хосписа — За гуманизм, неутомимость и милосердие
- Багаутдинов, Ильдар Маратович — инженер Саяно-Шушенской ГЭС — За решительность в экстремальной ситуации

### 2010
- Осипова, Евгения Николаевна — реставратор, сотрудник реставрационного центра имени Грабаря — За жертвенную любовь и служение древней Российской культуре, за самоотверженность
- Сотников, Сергей Михайлович — начальник вертодрома Ижма — За верность долгу, профессионализм и личное мужество
- Хаматова, Чулпан Наилевна — заслуженная артистка Российской Федерации, соучредитель и член попечительского совета благотворительного фонда «Подари жизнь» — За многолетнюю работу во имя спасения жизни и здоровья детей, за подвижничество, за душевную щедрость и веру в людей

### 2011
- Боровик-Хильчевская, Вероника Юрьевна — президент холдинга «Совершенно секретно» — За независимость и стойкость, за верность выбранному пути
- Лизалин, Роман Евгеньевич — капитан туристического теплохода «Арабелла», организовавший операцию по спасению пассажиров теплохода «Булгария» — За верность долгу, за хладнокровие и решительность при спасении людей
- Толстой, Владимир Ильич — директор Государственного мемориального и природного заповедника «Музей-усадьба Л. Н. Толстого „Ясная Поляна“» — За высокий профессионализм, за умение сплотить людей во имя сохранения и преумножения сокровищ российской культуры

### 2012
- Бабицкий, Андрей Витальевич — врач, заведующий отделением Архангельской детской областной больницы имени П. Г. Выжлецова — За профессионализм, за спасение жизни новорожденных детей
- Александр (Карпец) — священник Свято-Михаило-Архангельского храма в Крымске — За мужество и самоотверженность при спасении людей, за истинное милосердие
- Камбурова, Елена Антоновна — певица и актриса — В связи с 20-летием основанного ею Московского театра музыки и поэзии[5].

### 2013
- Антонова, Ирина Александровна — президент Государственного музея изобразительных искусств имени А. С. Пушкина — за самоотверженность и новаторство, за верность историческим традициям Российской интеллигенции, за выдающийся вклад в Российскую культуру и просвещение
- Бочаров, Вячеслав Алексеевич — Герой Российской Федерации, полковник запаса, президент фонда «Солдаты XXI века против войн» — за личное мужество и стойкость, за силу характера и самоотверженность, за подвижничество и служение добру
- Змиевский, Валентин Викторович — диспетчер Московского центра автоматизированного управления воздушным движением — за верность долгу, профессионализм, за самообладание и хладнокровие в критической ситуации, за многолетний труд, обеспечивающий безопасность полетов[6].

### 2014
- Вавилов, Владимир Владимирович — председатель правления Регионального общественного благотворительного фонда помощи детям, больным лейкемией Республики Татарстан имени Анжелы Вавиловой — за доброту, подвижничество, за помощь тяжелобольным детям и их семьям.
- Зубков, Александр Юрьевич — двукратный Олимпийский чемпион, заслуженный мастер спорта Российской Федерации
- Глинка, Елизавета Петровна — врач, исполнительный директор международной общественной организации «Справедливая помощь» — за верность врачебному долгу, за многолетний труд по оказанию помощи бездомным и бесправным людям, за спасение детей на востоке Украины.

### 2015
- Евтушенко, Евгений Александрович — поэт. За творческую самоотдачу, бескомпромиссность, настойчивость и постоянство, за служение добру и красоте, за проведение уникальной акции «Поэт в России»
- Чалый, Алексей Михайлович — доктор технических наук, основатель Промышленной группы «Таврида Электрик». За многолетнюю работу по сохранению героической истории Крыма, просветительскую деятельность, за создание мемориального комплекса «35 береговая батарея» в городе Севастополе
- Кицко, Борис Валерьевич — протоиерей, основатель приюта для оставленных родителями детей. За милосердие, любовь к людям и подвижничество.

### 2016
- Трефилов, Евгений Васильевич, Заслуженный тренер России. За выдающиеся спортивные достижения и верность своим принципам
- Смолянец, Виталий Иванович, дрессировщик Росгосцирка. За человеческий и профессиональный подвиг.
- Юшковский, Дмитрий Владимирович, предприниматель. За помощь людям, попавшим в беду, за щедрость и бескорыстие.
- Туманов, Вадим Иванович, друг Высоцкого, основатель премии «Своя колея». За бескомпромиссность, огромный созидательный талант, верность дружбе и хранение памяти о Владимире Высоцком.

### 2017
- Дроздов, Николай Николаевич, советский и российский учёный-зоолог и зоогеограф, телеведущий и радиоведущий. За многолетнюю научную и просветительскую деятельность, верность своему призванию, за жизнелюбие и оптимизм.
- Бикчентаев, Дмитрий Андреевич, российский композитор, автор-исполнитель. За творческую и преподавательскую деятельность, за служение добру и красоте.
- Найвальт, Игорь Александрович, председатель Совета директоров Балтийской строительной компании. За высокий профессионализм, благотворительность и подвижничество.

### 2018
- Бехтиев, Виктор Михайлович, строитель и меценат. За деятельную любовь к русскому искусству, меценатству и подвижничество.
- Иринархов, Владимир Михайлович, российский лётчик, Заслуженный летчик-испытатель РФ. За успешно выполненную вынужденную посадку самолёта.
- Гамзатова, Айшат Ахмедбадавиевна, председатель Дагестанской региональной общественной организации помощи инвалидам «Жизнь без слез», За стойкость, достоинство и бескрайнюю материнскую любовь[7][8].

### 2019
- Градский, Александр Борисович, певец и композитор. За творческую бескомпромиссность и огромный созидательный талант, за служение добру и красоте.
- Лиханов, Альберт Анатольевич, детский писатель, общественный деятель и многолетний руководитель Детского фонда. За верность избранному пути, за доброту и подвижничество, За сохранение счастья в жизни каждого ребёнка.
- Каабак, Михаил Михайлович, врач-трансплантолог. За стойкость, за высочайший профессионализм и новаторство, за спасение сотен жизней новорожденных детей[9].

### 2020
Можно считать, что виртуальные лауреаты 2020 - выздоровевшие после ковида Александра Николаевна Пахмутова (композитор) и Лев Валерианович Лещенко (певец), а также единственный в клубе Что где когда фанат Высоцкого Олег Владимирович Долгов (физик, так и не приехал из Германии).

### 2021
- Мониава, Лидия Игоревна, директор детского хосписа «Дом с маяком»
- Карелин, Александр Александрович, спортсмен, борец классического стиля, государственный и политический деятель[10]
- Сергеев, Григорий Борисович, председатель добровольческого поисково-спасательного отряда «Лиза Алерт»

### 2022
- Молчанов, Алексей Олегович - двадцатичетырехкратный чемпион мира, действующий рекордсмен мира по фридайвингу, президент ассоциации фридайверов «Федерация Фридайвинга», президент AIDA Russia, руководитель школы по фридайвингу им. Натальи Молчановой
- Хабенский, Константин Юрьевич – за высочайший профессионализм и подвижничество, за многолетнее служение добру и красоте, за помощь тяжело больным детям
- Третьяк, Владислав Александрович – трехкратный Олимпийский чемпион, советский хоккеист, вратарь, тренер, президент Федерации хоккея России, заслуженный тренер России, заслуженный мастер спорта СССР. Получая награду из рук ещё одного прославленного Чемпиона, Героя России, лауреата премии «Своя колея», Александра Карелина, Владислав Александрович вспомнил, как встречался и общался с Владимиром Высоцким в жизни.

### 2023
- Вяльбе, Елена Валерьевна  – спортсменка, за огромный вклад в развитие лыжного спорта, верность олимпийскими идеалам и принципам, за честь и достоинство
- Костомаров, Роман Сергеевич – российский фигурист, выступавший в танцах на льду, олимпийский чемпион 2006 года, двукратный чемпион мира, трёхкратный чемпион Европы, трёхкратный победитель финалов Гран-при и трёхкратный чемпион России. за стойкость и мужество, волю к победе и оптимизм.
- Орочко, Елена Николаевна - кинолог, руководитель центра «Собаки-помощники инвалидов»,  за высочайший профессионализм, способность объединять людей, во имя добра и милосердия.

### 2024
- Поддубный, Евгений Евгеньевич ― журналист, военный корреспондент, за мужество и стойкость, профессионализм.
- Логунов, Денис Юрьевич ― российский учёный-микробиолог, специалист в области медицинской микробиологии, за спасенные жизни, за гуманизм.
- Мацуев, Денис Леонидович  ― российский пианист-виртуоз и общественный деятель, за таланты, творческую энергию, за помощь тем, кто делает первые шаги в искусстве.